# Піонерський рух

Емблема піонерської організації СРСР

Піоне́рський рух (піонерія) — рух дитячих комуністичних організацій в СРСР та інших країнах.
Створений за зразком скаутського руху, піонерський рух відрізнявся від нього за суттєвими аспектами: система мала всеосяжний державний характер і ставила собі на меті ідеологічну індоктринацію дітей та їхнє виховання як громадян, цілковито відданих комуністичній партії та радянській державі. При цьому слід зазначити, що, по мірі еволюції руху, роль спадщини скаутингу в ньому падала (що добре прослідковується на еволюції піонерського табору від типу спортивно-туристичного наметного табору до типу санаторного комплексу). Серед окремих розбіжностей зі скаутським рухом можна зазначити відсутність окремих організацій для хлопчиків і дівчат.

## Завдання
У перші роки радянської влади піонери допомагали безпритульним і боролися з безграмотністю, збирали книги і влаштовували бібліотеки, займалися в технічних гуртках, доглядали за тваринами, ходили в геологічні походи, в експедиції з вивчення природи, збирали лікарські рослини. Піонери працювали в колгоспах, на полях, охороняли врожай і колгоспне майно, писали листи в газети чи до відповідних органів влади про порушення, які помічали навколо.

### Структура
Піонерська організація в СРСР була масовою.
Формально прийом здійснювався на добровільній основі. Відбір кандидатів проводився відкритим голосуванням на зборі піонерського загону (зазвичай відповідного класу) або на вищому, на рівні школи — на Раді дружини. В піонери як правило приймались діти, починаючи з 9-річного віку (зазвичай у 3-4 класах радянської середньої школи) та перебували в ній до 13-14-річного віку, коли починався прийом до лав комсомолу. В першу чергу піонерами ставали відмінники й активісти, потім — решта дітей. Формально прийом здійснювався на добровільних засадах, однак у 1950—1980-х фактично всі школярі після досягнення відповідного віку приймались у піонери. Не брали в піонери рідко, зазвичай тільки відчайдушних хуліганів. Траплялись відмови за релігійними міркуваннями.
Структура піонерської організації
- Ланка — 5-10 піонерів, керівник — ланковий піонер.
- Загін — 30-40 піонерів, зазвичай клас загальноосвітньої школи, голова ради загону та його прапорний — піонер, обраний загоном.
- Дружина — піонерська організація школи, 300–400 піонерів, голова ради дружини — піонервожатий чи молодий педагог-комсомолець, а його прапорний — піонер, обраний дружиною.
- Районна піонерська організація — всі загони та дружини навчальних закладів району, очолює голова ради районної піонерської організації — завідувач відділом райкому або третій секретар районного комітету ВЛКСМ.
- Обласна піонерська організація — всі загони та дружини, районні організації області, очолює голова ради обласної піонерської організації — завідувач відділом обкому чи третій секретар обкому ВЛКСМ.
- Всесоюзна піонерська організація імені В. І. Леніна — об'єднувала всі піонерські організації СРСР, очолювала організацію Центральна Рада на чолі з секретарем ЦК ВЛКСМ (останній голова Центральної Ради — секретар ЦК ВЛКСМ Людмила Швецова).

## Історія

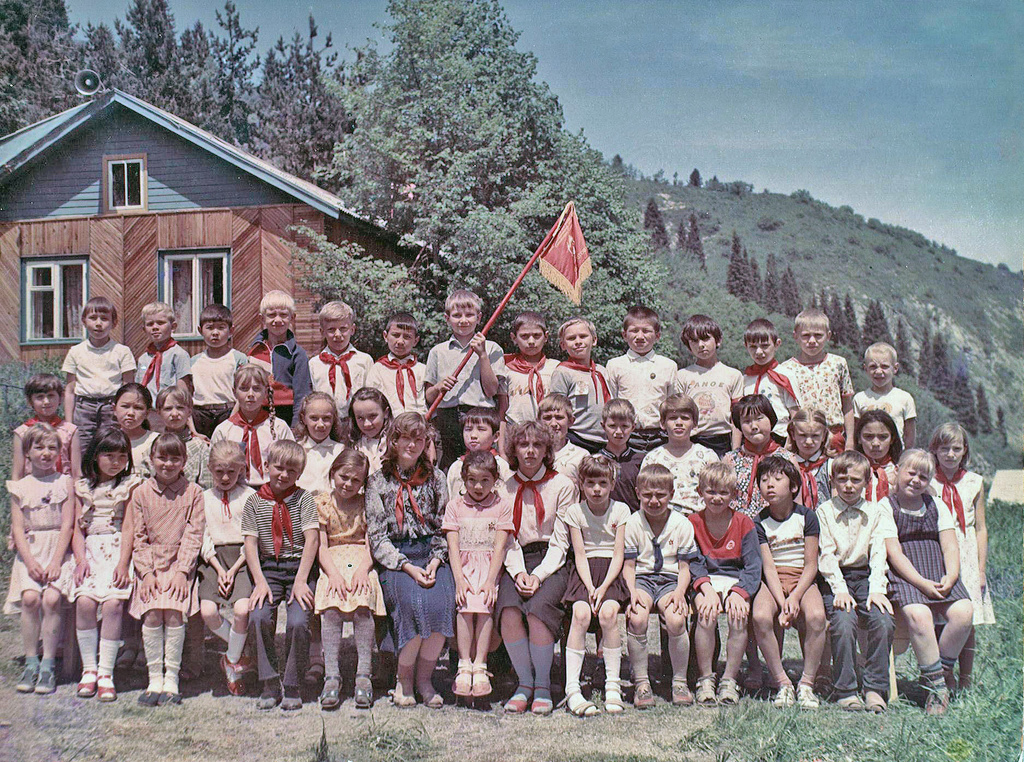
Групове фото радянського піонерського загону

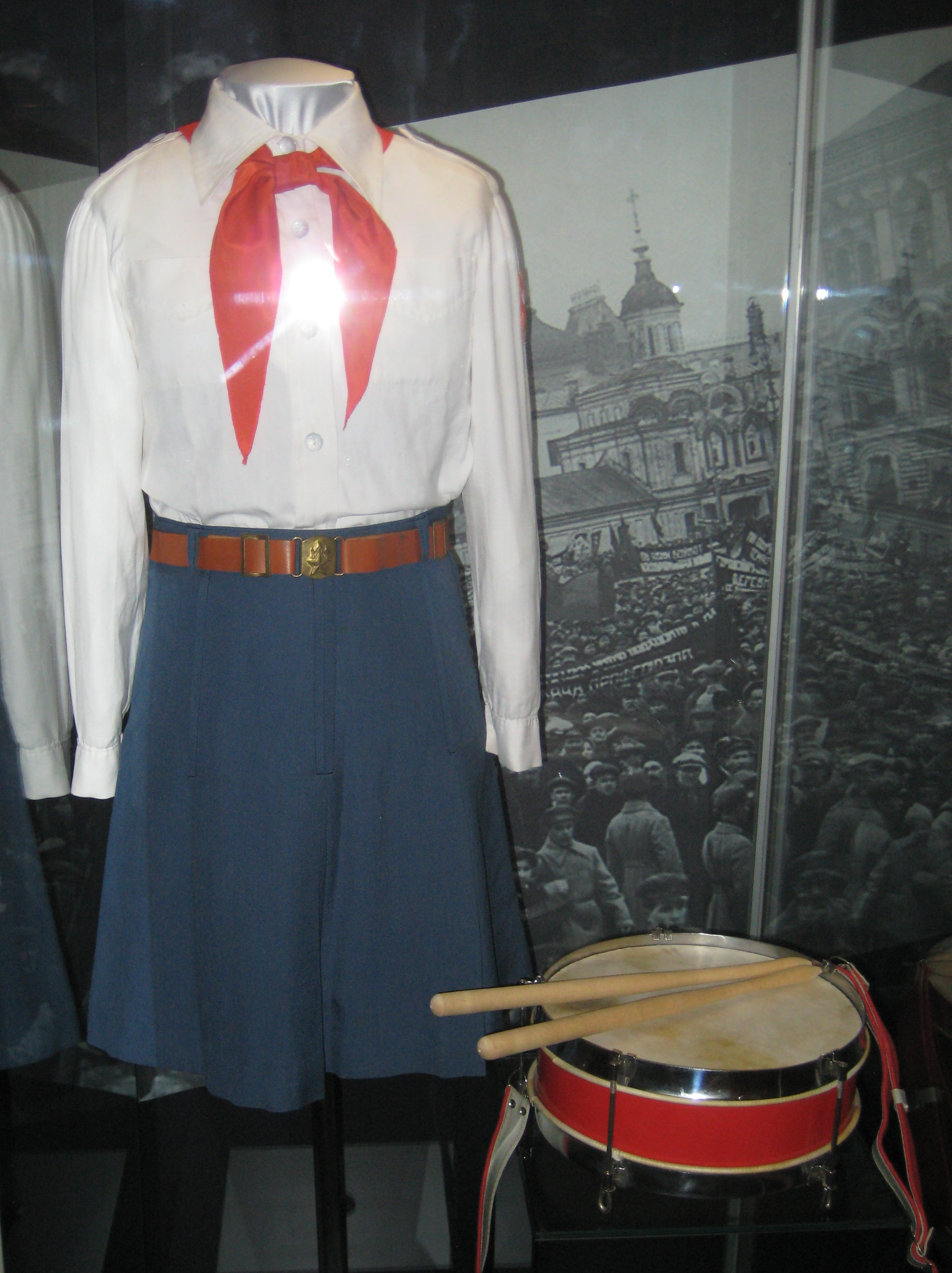
Радянська піонерська форма 1970-х років, Державний історичний музей

Після перемоги Жовтневої (листопадової — н.с.) революції в різних містах радянської Росії виникли дитячі організації, групи та об'єднання. Комуністична партія, враховуючи важливість дитячого комуністичного руху у вихованні підростаючого покоління, доручила комсомолу створити єдину дитячу комуністичну організацію ; наприкінці 1921 ЦК РКСМ створив спеціальну комісію з вироблення програми і принципів діяльності нової дитячої організації, її статуту, девізу, законів і організаційних основ . Безпосередню участь в цій комісії брала Н.К.Крупська, яка внесла значний внесок у розвиток теорії і методики піонерського руху.
19 травня 1922 2-га Всеросійська конференція комсомолу ухвалила рішення про створення піонерських загонів. Цей день відзначався в СРСР як День піонерії.
До 1924 року піонерська організація мала ім'я Спартака, а після смерті Леніна отримала ім'я останнього.
Первинно піонерські загони створювались як організації при міських Будинках виховання, свого роду прообразах майбутніх Будинків піонерів. Приймали індивідуально, але іноді в піонерські загони реорганізовувались загони скаутів, що існували.
У 1925–1926 роках піонерські організації стали усюди формуватись на базі шкіл. До початку 1925 року в СРСР за офіційними даними налічувалось до 1,5 мільйонів піонерів.

### Перебудова
У 1980-х роках було запроваджено своєрідний проміжний ступінь між піонерами й комсомольцями — звання «старший піонер», яке надавалось найбільш активним піонерам після досягнення ними 12-13-річного віку. Однак це була вже суто формальність й широкого поширення в СРСР вона не набула.
Після розпаду СРСР і втрати привабливості комуністичних ідей, скасування фактично обов'язкового вступу дітей до ідеологічних піонерських організацій здебільшого саморозпустились. У 1990-х роках в Росії прибічниками комуністичних ідей були відтворені нові нечисленні піонерські організації.

### Рекреація
З піонерами в СРСР були пов'язані піонерські табори — місця масового літнього відпочинку дітей, будинки й палаци піонерів — будинки творчості дітей. Видавалась газета — «Піонерська правда», щодня в ефір виходила радіогазета «Пионерская зорька».
Найвідоміші піонерські табори зазвичай розміщувались на морському узбережжі — це всесоюзні: «Артек» (Крим) та «Океан» (Далекосхідне узбережжя Тихого океану), всеросійський табір «Орлятко» (Кавказьке узбережжя) й республіканський табір «Молода гвардія» (Одеська область, УРСР).
У піонерів проводились різноманітні організаційні заходи: огляди, концерти, спортивні змагання, походи. Великої популярності набула воєнізована дитяча гра «Зірниця». Однак багато таких заходів були по суті досить формальними.

### Однострій
У піонерів була своя форма (нагадувала скаутську). Вона складалась з обов'язкового носіння червоної піонерської краватки та піонерського значка. Була й загальна форма одягу. Вона складалася з білої або блакитної піонерської сорочки з погонами й нашивкою на рукаві й синіх штанів для хлопчиків та синьої спідниці для дівчат, інколи у хлопчиків штани заміняли на піонерські шорти зазвичай синього кольору. У доповнення був спеціальний піонерський ремінь зазвичай світло-коричневого кольору, з пряжкою у вигляді вогнища над зіркою. В парадних випадках надягали білі гольфи. У деяких великих піонерських таборах носити піонерську форму було обов'язково, а також у різних загонів запроваджувано свої модифікації піонерської форми. У школах піонери зазвичай обмежувались носінням краватки та піонерського значка зі шкільною формою.

### Друковані органи
- «Детская правда»
- «Юный спартак»
- «Пионерская правда»

## Дитячі та юнацькі комуністичні організації
- Жовтенята — учні початкових класів
- Піонери — учні середніх класів школи
- Комсомольці — старшокласники, студенти, молодь до 28 років
- Партія

## Країни, де існували піонерські організації
- НРБ — Димитровська піонерська організація «Септемврійче» (1944)
- НДР — Піонерська організація імені Ернста Тельмана (1948)
- ДРВ — Піонерська організація імені Хо Ши Міна (1941).
- КНДР — «Соньондан» (1946)
- КНР — Піонерська організація Китаю (13 жовтня 1949)
- МНР — Піонерська організація імені Сухе-Батора (1925)
- Куба — Союз піонерів Куби (1964)
- СРР — Піонерська організація СРР (1944)
- СРСР — Всесоюзна піонерська організація імені В. І. Леніна (1922)
- УНР — Союз угорських піонерів (1946)
- СФРЮ — Союз піонерів Югославії (1942)
- ЧССР — Піонерська організація Соціалістичного союзу молоді ЧССР (1945)
- Австрія — «Молода гвардія» (1946)
- Ангола — «Кудіангуела!», пізніше— Організація піонерів Анголи (1963)
- Афганістан — Піонерська організація Афганістану (1978)
- Бельгія — Союз піонерів Бельгії (1945)
- Велика Британія — Woodcraft Folk
- Гвінея — Піонерська організація Гвінейської Республіки
- Гвінея-Бісау — «Піонери партії ПАІГК», пізніше— «Піонерська організація Абель Джассі» (1966)
- Західний Берлін — Піонерська організація Союзу вільної німецької молоді Західного Берліна (1967)
- Кампучія — Піонерська організація Кампучії (1980)
- Колумбія — Піонерська організація імені Хосе Антоніо Галана
- Лаос — «Піонери 2 Грудня» (1975)
- Мадагаскар — «Tara-Bao-Maraina» («Нова зоря») імені Жана Ралаймунгу (1977)
- Намібія — «Піонерський рух СВАПО» (1980)
- Конго — «Піонери Народної Республіки Конго»
- Нідерланди — Uilenspiegelclub (1953–1964)
- Нікарагуа — «Асоціація сандиністських дітей» (1979)
- Норвегія — «Юні піонери» (1952)
- Реюньйон — Піонерська організація Реюньйону (1973)
- Сейшели — Піонерська організація Республіки Сейшельські Острови (1979)
- Сенегал — «Піонери Сенегалу»
- Фінляндія — Демократичний союз піонерів Фінляндії (1945)
- Франція — «Піонери Франції» (1945)
- Швейцарія — «Ті, хто біжить вперед» (1961)

## Країни, де існують піонерські організації

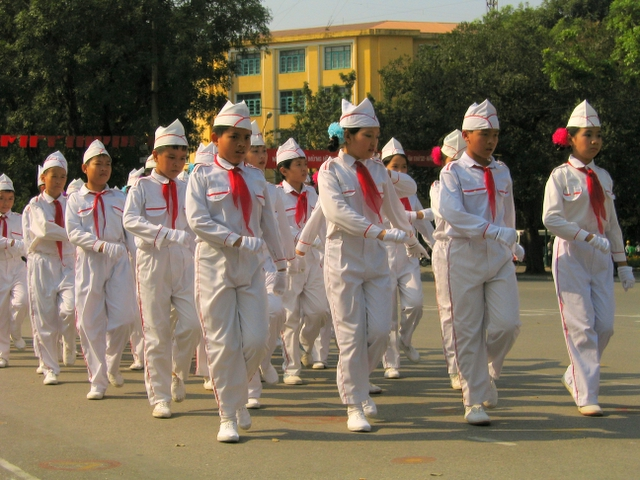
Піонери В'єтнаму, в пілотках, на 22-х спортивних Іграх Південно-Східної Азії (2003)

- Білорусь — піонерська організація налічує 526 567 дітей і підлітків (з них 211 391 — жовтенята), в країні — 3 478 піонерських дружин (станом на травень 2007 року)[5]
- Венесуела
- В'єтнам — Піонерська організація імені Хо Ши Міна (1941)
- КНДР — «Соньондан» (1946)
- КНР — Піонерська організація Китаю (13 жовтня 1949)— 130 мільйонів піонерів
- Куба — Піонерська організація імені Хосе Марті (1964)
- Молдова: Піонерський рух в Молдові було відновлено у 1997–1998 роках. У лавах піонерів Молдови, станом на 2005 рік перебувало понад 6000 дітей. Найбільші загони піонерської організації діють у містах Бельці, Комрат, Кагул, Кріуляни, Унгени, Єдинці.[6]
- Росія — Союз піонерських організацій — Федерація дитячих організацій (СПО-ФДО), створений 1990 року, правонаступник Всесоюзної піонерської організації імені В.І.Леніна. Також в Росії діють безліч самостійних піонерських організацій.

## Література для піонерів 1930-х років

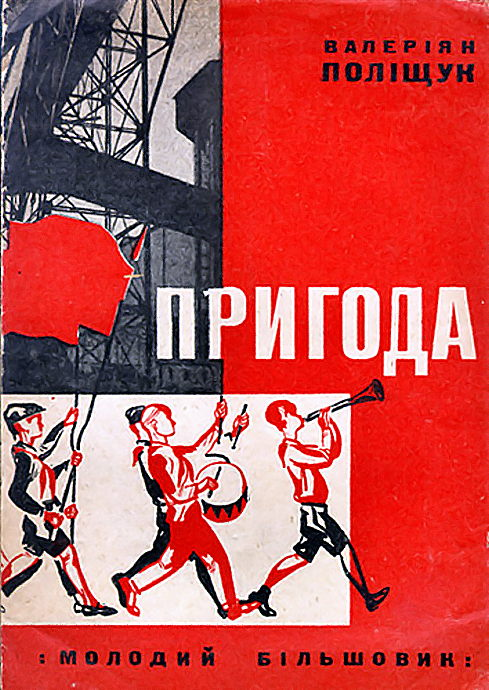
Валер'ян Поліщук. Пригода.1931
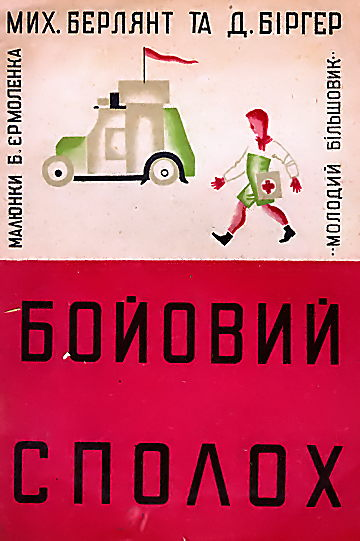
М. Берлянт, Д. Біргер. Бойовий сполох. 1931
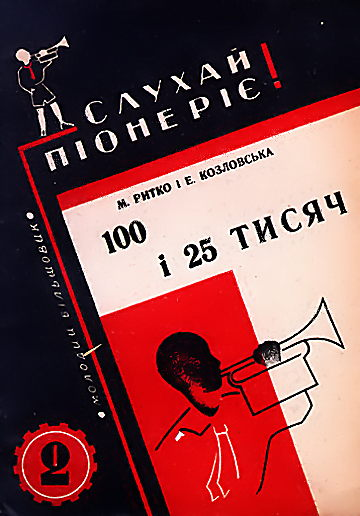
М. Ритко, Е. Козловська. 100 і 25 тисяч: виконаємо угоду з Наркомземом, Колгоспцентром, Спілкою с/г кооперації. 1931
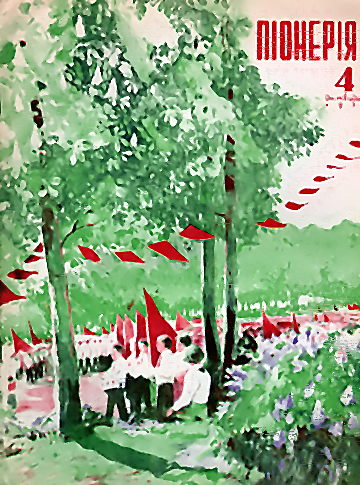
Журнал «Піонерія». 1935. № 4

## Піонери у філателії

Поштові марки СРСР
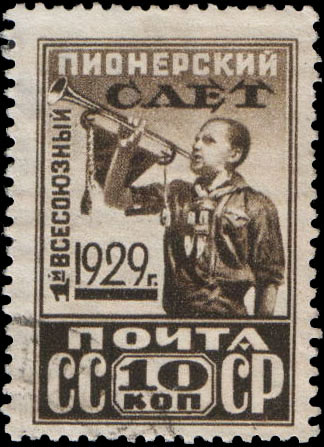
1929
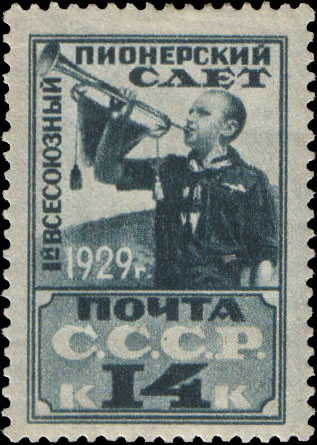
1929
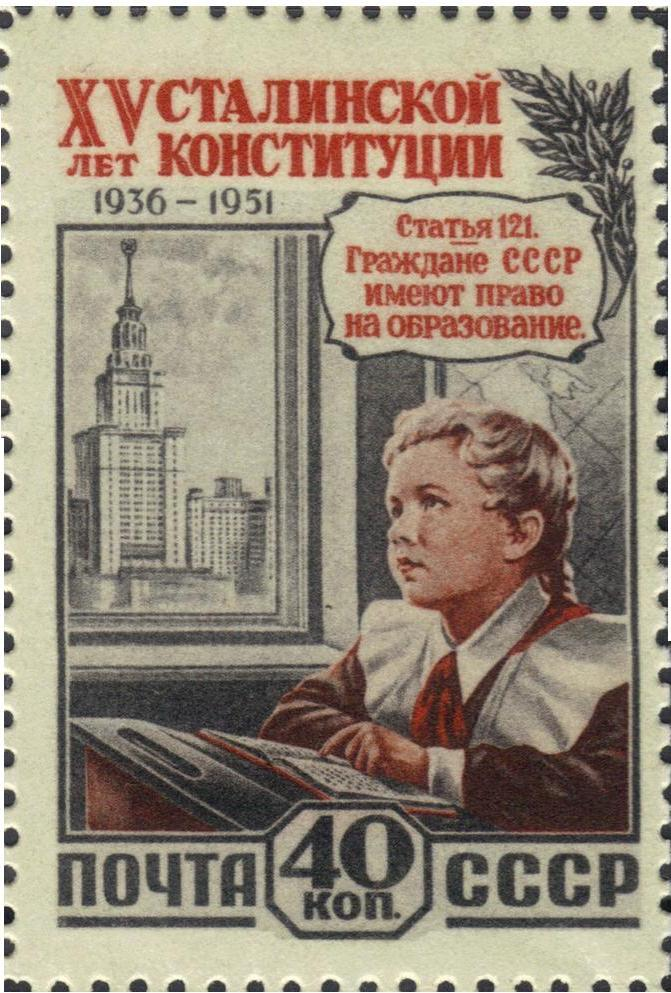
Піонерка, 1952
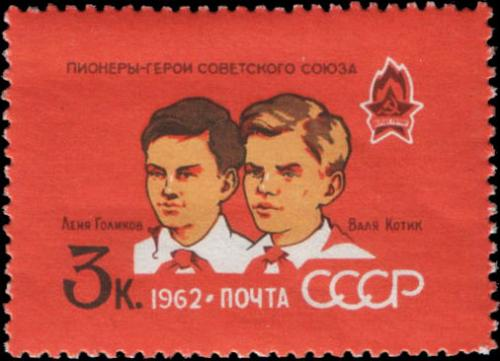
1962: Льоня Голіков і Валя Котик
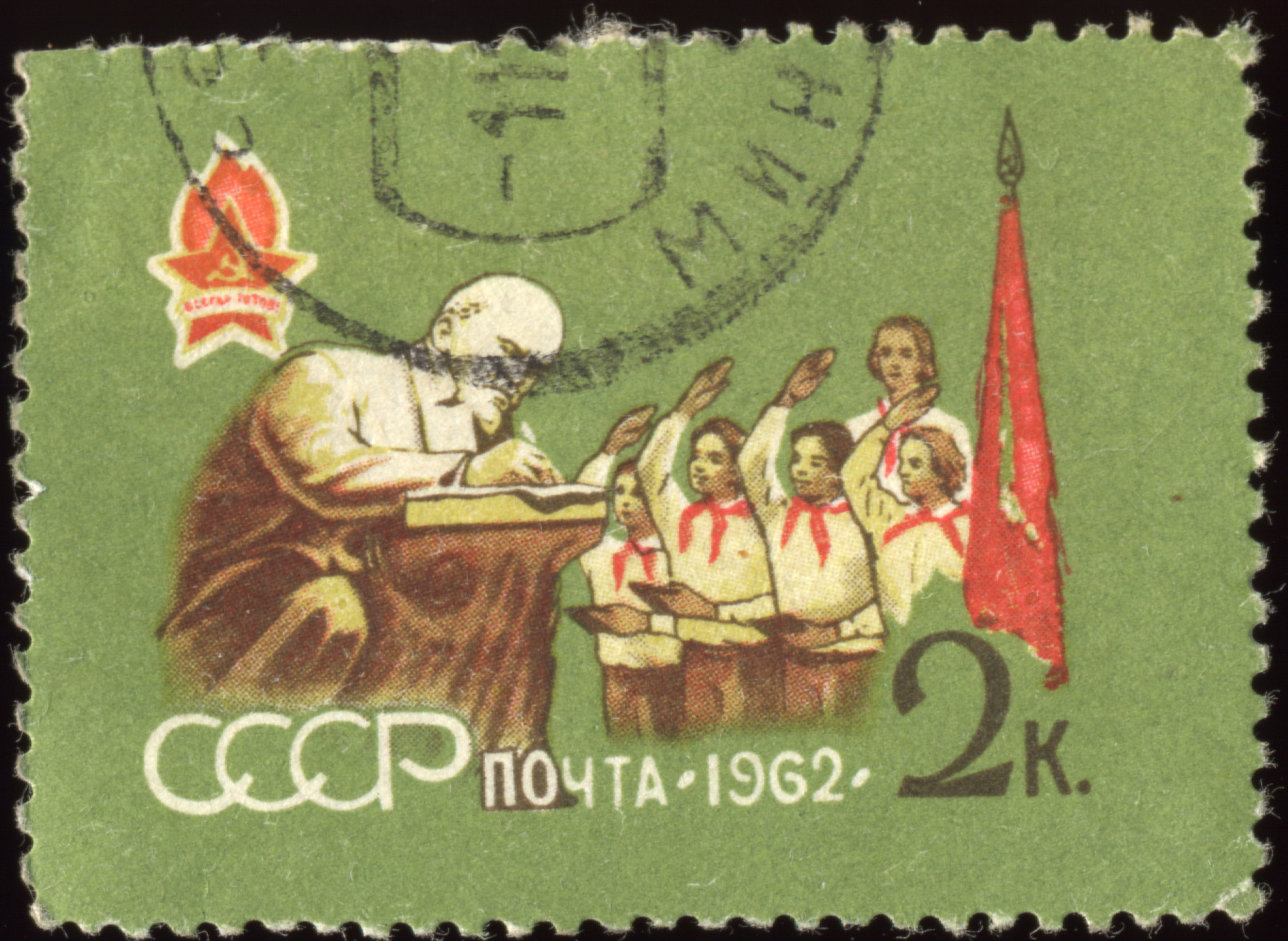
1962
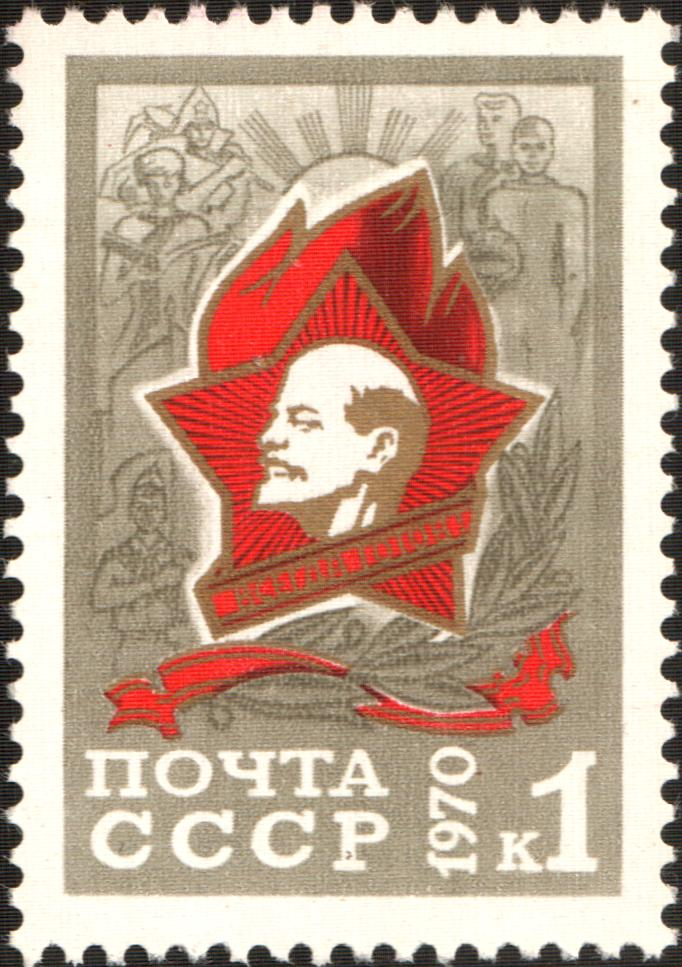
1970
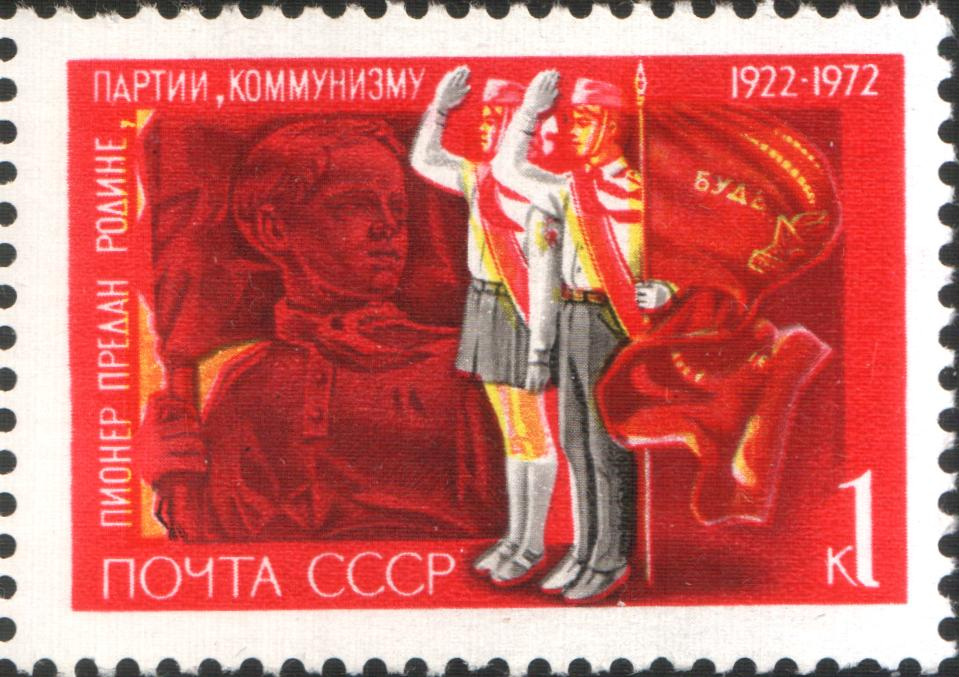
1972: 50 років Всесоюзній піонерській організації
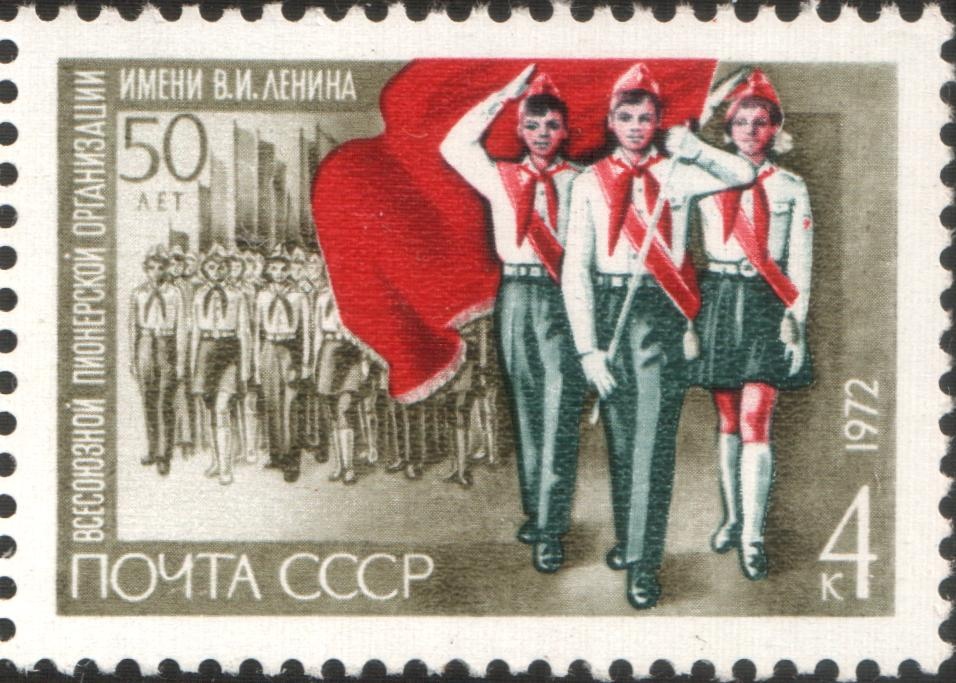
1972: 50 років Всесоюзній піонерській організації
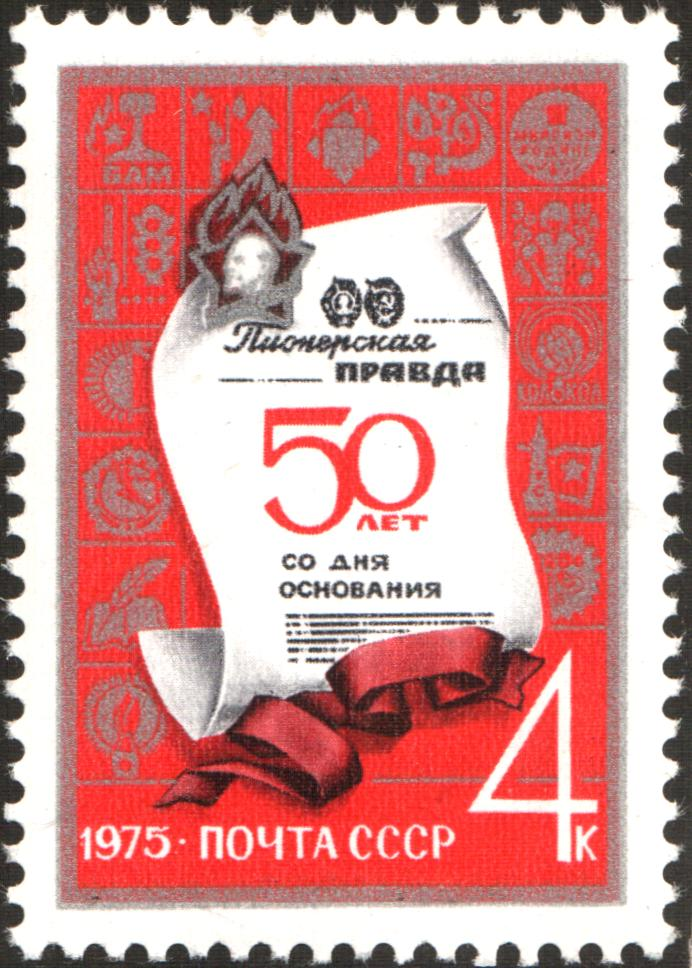
1975: 50 років «Піонерській правді»
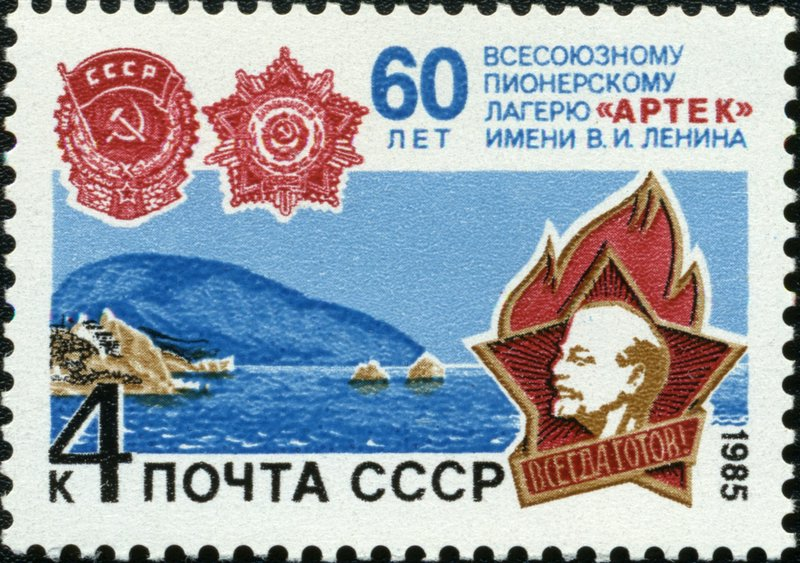
1985: 60 років Всесоюзному піонерському табору «АРТЕК»